# Benedicto Pereira
Benedicto Pereira (Brasil) es un exfutbolista brasileño nacionalizado chileno. Jugaba de mediocampista y jugó en diversos equipos de Chile. En 1986, defendió la camiseta de O'Higgins en el ascenso. Se hizo conocido por los hinchas de Magallanes, equipo con el cual jugó una Copa Libertadores.

## Clubes
| Club                       | País  | Año         |
| -------------------------- | ----- | ----------- |
| Independiente de Cauquenes | Chile | 1976 - 1979 |
| Magallanes                 | Chile | 1980 - 1989 |